# Network tap

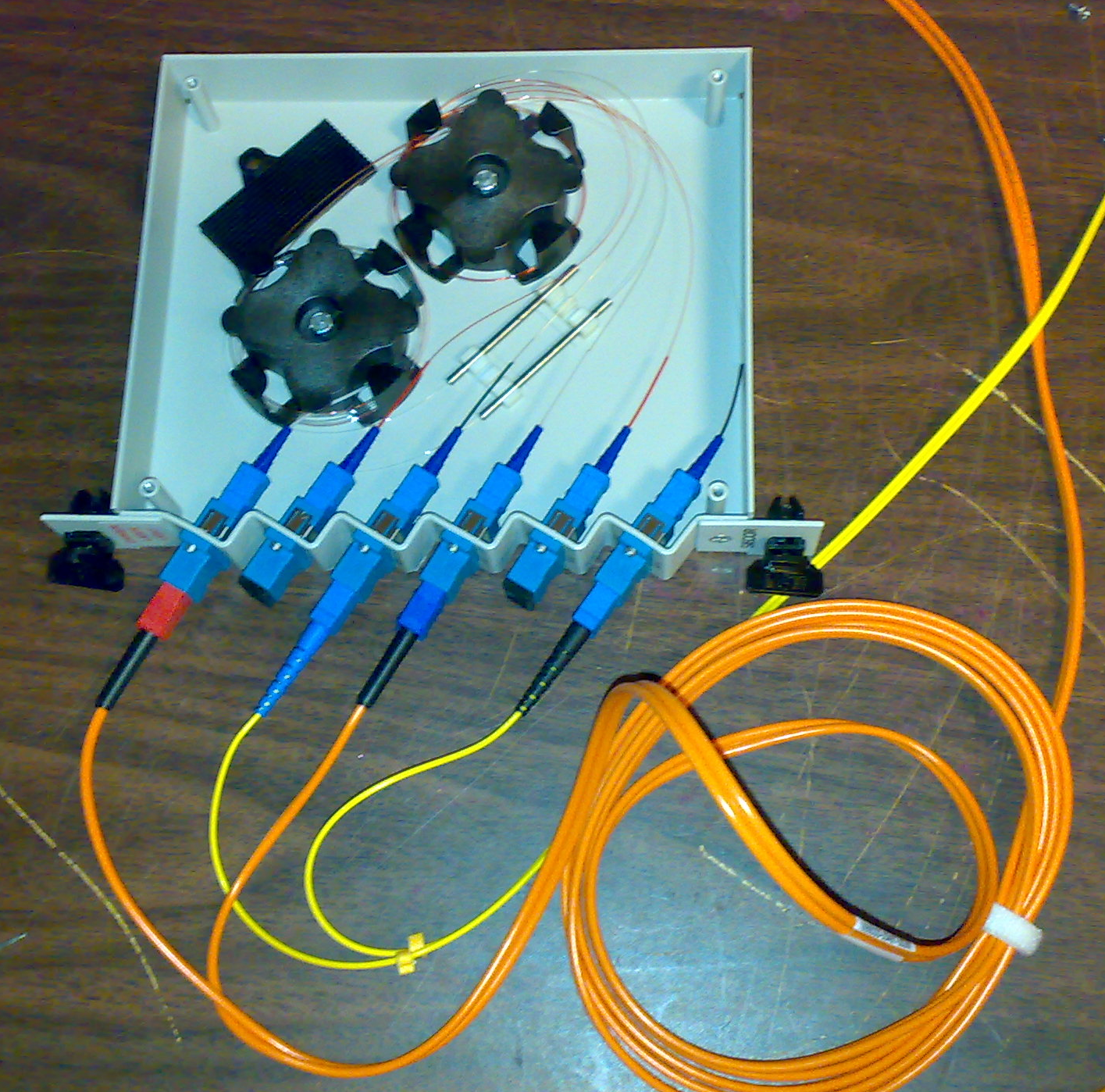
Сдвоенный волоконно-оптический сплиттер, подключается в разрыв оптической линии связи (оранжевый и жёлтый провода) и направляет копию сигнала на тестовый порт (закрыт заглушкой). Около 90 % энергии проходит в оригинальный канал, а 10 % — на отвод.

Сетевой отвод (англ. network tap; перехватчик трафика, сетевой тест-порт) — аппаратное устройство, подсоединяемое непосредственно к кабелю компьютерной сети и создающее копию сетевого трафика для передачи другому устройству. Перехватчики трафика обычно использовались в системах обнаружения сетевых атак (NIDS), системах предотвращения вторжений (IPS), в сетевых пробниках и анализаторах трафика. Один из ранних сетевых отводов — «Зуб вампира» (англ. Vampire tap) для Ethernet 10Base5 с возможностью двунаправленной передачи трафика.
Подобная программная возможность имеется во многих маршрутизаторах и коммутаторах: трафик с настраиваемых портов дублируется на порт анализатора (SPAN, иногда технику называют зеркалированием портов, англ. port mirroring). В ядрах ряда операционных систем имеются виртуальные сетевые драйверы TUN/TAP, реализующие в том числе и функции сетевого отвода.